# Iris Beck
Iris Beck (* 1961 in Biberach an der Riß) ist eine deutsche Erziehungswissenschaftlerin und Professorin an der Universität Hamburg.

## Leben
Von 1981 bis 1986 studierte sie Erziehungswissenschaft, Soziologie und Sonderpädagogik an den Universitäten Lüneburg und Oldenburg (Abschluss mit dem Diplom in Pädagogik/Studienrichtung Sonderpädagogik an der Universität Oldenburg 1986). Nach der Promotion 1992 in Erziehungswissenschaft zum Dr. phil. in Oldenburg und der Habilitation für das Fach Erziehungswissenschaft: Allgemeine Behindertenpädagogik ebenda ist sie seit 1996 Professorin für Erziehungswissenschaft unter bes. Berücksichtigung der Behindertenpädagogik, Schwerpunkt Allgemeine Behindertenpädagogik und Soziologie an der Universität Hamburg.

## Veröffentlichungen (Auswahl)

### Als Autorin
- mit H. Engel: Voruntersuchung als Entscheidungsgrundlage zur Entwicklung eines Instruments zur Ermittlung des Bedarfs im Rahmen der Umsetzung des Bundesteilhabegesetzes (BTHG) im Land Berlin – Abschlussbericht. Köln/Hamburg 2018
- mit D. Franz: Umfeld- und Sozialraumorientierung in der Behindertenhilfe. Empfehlungen und Handlungsansätze für Hilfeplanung und Gemeindeintegration. (= DHG-Schriften Band 13), DHG, Hamburg/Jülich 2007, OCLC 906075975
- mit A. Lübbe: Individuelle Hilfeplanung. Anforderungen an die Behindertenhilfe. (=  DHG-Schriften Band 9), DHG-Eigenverlag, Düren 2002, OCLC 633845742
- Neuorientierung in der Organisation pädagogisch-sozialer Dienstleistungen für behinderte Menschen: Zielperspektiven und Bewertungsfragen. Frankfurt am Main/Bern 1994, ISBN 3-631-46883-0
- mit W. Thimm: Integration heute und morgen. Kongreßbericht der REHA `89. Düsseldorf 1989

### Als Herausgeberin
- Inklusion im Gemeinwesen. Band 4 der Reihe Inklusion in Schule und Gesellschaft. Stuttgart 2016
- mit M. Dederich, G. Antor, U. Bleidick: Handlexikon der Behindertenpädagogik. Schlüsselbegriffe aus Theorie und Praxis. Stuttgart 2016
- mit H. Greving: Lebenslage, Lebensbewältigung. (=Band 5 des Enzyklopädischen Handbuchs der Behindertenpädagogik), Stuttgart 2012
- mit H. Greving: Gemeindeorientierte pädagogische Dienstleistungen. (=Band 6 des Enzyklopädischen Handbuchs der Behindertenpädagogik), Stuttgart 2011
- mit G. Feuser, W. Jantzen, P. Wachtel: Behinderung und Anerkennung. (=Band 2, Enzyklopädisches Handbuch der Behindertenpädagogik in 10 Bänden), Stuttgart 2009
- mit W. Düe, H. Wieland: Normalisierung: Behindertenpädagogische und sozialpolitische Perspektiven eines Reformkonzeptes. Heidelberg 1996